# Erik Postma
Erik Postma (Rotterdam, 15 december 1953 – Middenbeemster, 25 september 2002) was een Nederlands bestuurder namens D66.

## Biografie
Hij was aan het begin van zijn loopbaan werkzaam bij de gemeenten Capelle aan den IJssel, Moordrecht, 's-Gravendeel, Rozenburg en Budel en bij die laatste was hij vanaf 1992 gemeentesecretaris. Bij de gemeentelijke herindeling van Noord-Brabant op 1 januari 1997 fuseerde Budel met de gemeente Maarheeze tot de nieuwe gemeente Cranendonck waarvan Postma de gemeentesecretaris werd. In april 1998 volgde zijn benoeming tot burgemeester van de Noord-Hollandse gemeente Beemster. In 2002 promoveerde hij op het proefschrift Leren van een gemeentelijke herindeling dat handelde over negenentwintig Brabantse herindelingen. Postma zette zich in voor de benoeming van de Droogmakerij De Beemster tot werelderfgoed. Tijdens zijn burgemeesterschap overleed hij plotseling aan acuut hartfalen in 2002. Op dertig juni 2014 werd ter nagedachtenis aan hem in de nieuwbouwwijk De Nieuwe Tuinderij in Zuidoostbeemster een straat naar hem vernoemd en werd het straatnaambord bord onthuld door zijn familie.

## Persoonlijk
Postma was getrouwd en had uit zijn huwelijk drie kinderen.